# Rokya Fofana
Rokya Fofana (* 24. Mai 1997) ist eine burkinische Hürdenläuferin, die sich auf den 400-Meter-Hürdenlauf spezialisiert hat.

## Sportliche Laufbahn
Erste internationale Erfahrungen sammelte Rokya Fofana bei den Juniorenafrikameisterschaften 2015 in Addis Abeba, bei denen sie in 63,18 s den fünften Platz belegte. Anschließend nahm sie erstmals an den Afrikaspielen in Brazzaville teil und erreichte dort in 60,72 s Rang acht. Im Jahr darauf schied sie bei den U20-Weltmeisterschaften in Bydgoszcz mit 62,62 s in der ersten Runde aus und 2017 wurde sie bei den Spielen der Frankophonie in Abidjan in 60,45 s Vierte. 2018 schied sie bei den Afrikameisterschaften in Asaba in der ersten Runde aus und belegte mit der burkinischen 4-mal-100-Meter-Staffel in 47,73 s den siebten Platz. Im Jahr darauf nahm sie erneut an den Afrikaspielen in Rabat teil und schied dort mit 61,05 s im Vorlauf aus und belegte mit der Staffel in 46,77 s den sechsten Platz.
2018 wurde Fofana burkinische Meisterin im 400-Meter-Hürdenlauf.

## Persönliche Bestzeiten
- 400 m Hürden: 59,81 s, 18. August 2018 in Ouagadougou